# رز (فیلم ۱۹۳۶)
رُز (لهستانی: Róża) یک فیلم درام تاریخی لهستانی محصول ۱۹۳۶ به کارگردانی یوزف لیتس و با بازی ایرنا ایخلروونا، ویتولد زاخارویچ و بوگوسواو سامبورسکی است. این فیلم بر اساس نمایشنامه‌ای از استفان ژرومسکی ساخته شده‌است. سازندگان فیلم با استفاده‌از نماهای دوربین و موسیقی متن کوشیدند تا «شعر بصری» خلق‌کنند.

## بازیگران
- ایرنا ایخلروونا
- ویتولد زاخارویچ
- دوبیسواف دامینتسکی
- بوگوسواو سامبورسکی
- کاژیمیش یونوشا-استئوپوفسکی
- لنا ژلیخوفسکا
- استفان یاراچ
- میخاو زنیچ
- میه‌چیسواف سیبولسکی
- زجیسواف کارچفسکی
- استانیسواف واپینسکی
- استفان خنیجینسکی
- یوزف کمپا
- ائوگنیوش کوشوتسکی